# Julius Friedrich von Keffenbrink
Julius Friedrich von Keffenbrink, auch Keffenbrinck, (* 17. April 1714 in Plestlin; † 26. September 1775 in Stettin) war ein deutscher Jurist, Numismatiker und preußischer Regierungsbeamter aus Pommern.

## Leben
Julius Friedrich von Keffenbrink war ein Sohn des Johann Axel von Keffenbrink (1667–1729), kaiserlicher Hauptmann, und der Anna Sophie von Opfern († 1718). Er wurde von seinem siebenten Lebensjahr an von Hauslehrern unterrichtet. Nach dem Tod des Vaters ging er mit seinen beiden älteren Brüdern nach Halle (Saale) und besuchte ab 1729 zusammen mit dem jüngeren der beiden das Paedagogium in Glaucha. 1732 begann er ein Studium der Rechtswissenschaften und der Geschichte an der Universität Halle, das er zeitweise unterbrach, um die Universität Jena zu besuchen. 1737 ging er als Gesellschafter und Hauslehrer des Grafen Heinrich (XXIII.) aus der jüngeren Linie des Fürstenhauses Reuß nach Köstritz. 1744 wurde er Mitglied der reußschen Landesregierung und des Konsistoriums zu Greiz.
1749 ging er nach Schivelbein in der Neumark, wo er in preußischen Diensten Direktor des Landvogteigerichts wurde. Noch im selben Jahr wurde er Regierungsrat in Küstrin. In Oppeln (heute Opole) wurde er, als Nachfolger des verstorbenen Friedrich Detlov Gustav von Averdieck, 1753 Direktor der Oberamtsregierung. 1764 wurde er erster Präsident des kurmärkischen Konsistoriums und zweiter Präsident des Oberkonsistoriums in Berlin. Hier setzte er im gleichen Jahr die Berufung Anton Friedrich Büschings zum Direktor des Gymnasiums zum Grauen Kloster durch.
1766 wurde er in Stettin Präsident der pommerschen Regierung und der sonstigen Justizkollegien. Außerdem war er Kurator des königlichen akademischen Gymnasiums. In verschiedenen Schriften befasste er sich mit Themen der Münzkunde und der Geschichte Pommerns.

## Schriften (Auswahl)
- Des Pommerschen Patrioten gemeinnütziger Unterricht, 1) Von dem innern Verhältniß der mehresten bisher in Pommern und Mecklenburg bekannt gewordenen Münz-Sorten; 2) Von der Art und Weise, den innern Gehalt einer jeden andern Münze zuverläßig zu bestimmen; und endlich 3) Von dem besten Vorschlage, zur Einrichtung des Münz-Wesens, in dem Königl. Schwedischen Herzogthum Vor-Pommern. s. n., s. l. 1764. (Digitalisat)
- Des Pommerschen Patrioten zweyter Unterricht, Von dem eigentlichen Werth eines Pommerschen Guldens; Und von dem Verhältniß desselben gegen einen Reichs-Gulden seit 1559. Essenbart, Stettin 1767.
- Geschichte der Stadt Julin, sonst auch Wineta genannt, und der darin gelegen gewesenen Gumma- oder Jomsburg. In: Büsching's Magazin für die neue Historie und Geographie. Theil 8, Verlag Johann Jacob Curt, Halle 1774, S. 387–440. (Digitalisat)
- Abhandlung über das Verhältniß des Werths des Geldes zu den Lebensmitteln seit Konstantin dem Großen bis zur Theilung des Reichs unter Theodosius dem Grossen und über desselben Einfluß. Verlag Christian Friedrich Voß, Berlin 1777. (Digitalisat)
- Beschreibung des usedomschen und wollinschen Kreises in Vorpommern preußischen Antheils. In: Büsching's Magazin für die neue Historie und Geographie. Theil 11, Verlag Johann Jacob Curt, Halle 1777, S. 281–304. (Digitalisat)